# The Eagle of the Sea
The Eagle of the Sea is een Amerikaanse avonturenfilm uit 1926 onder regie van Frank Lloyd. Destijds werd de film in Nederland uitgebracht onder de titel De gemaskerde piraat.

## Verhaal
In New Orleans wordt er een gemaskerd bal gehouden ter ere van generaal Andrew Jackson. Onder de aanwezigen bevindt zich een zekere kapitein Sazarac, die in werkelijkheid de beruchte zeerover Jean Lafitte is. Hij wordt ontmaskerd door generaal Jackson, terwijl hij aan het dansen is met Louise Lestron. De generaal geeft hem 24 uur de tijd om de stad te verlaten. Maanden later worden Sazarac en Louise weer worden herenigd, omdat haar oom de piraat wil betrekken bij een complot om Napoleon te bevrijden van Sint-Helena.

## Rolverdeling
| Acteur          | Personage        |
| --------------- | ---------------- |
| Florence Vidor  | Louise Lestron   |
| Ricardo Cortez  | Kapitein Sazarac |
| Sam De Grasse   | Kolonel Lestron  |
| George Beranger | John Jarvis      |
| Mitchell Lewis  | Crackley         |
| Guy Oliver      | Beluche          |
| George Irving   | Andrew Jackson   |
| James A. Marcus | Dominique        |
| Ervin Renard    | Don Robledo      |
| C.E. Anderson   | Bohon            |